# 萬馥香
萬馥香（1941年7月1日—1994年11月8日），本名何宜珍，中國戲曲演員、配唱歌手，畢業於蘇州專區戲曲學校，1982年在《西遊記》中飾演王母娘娘，為歌劇《江姐》主題曲《紅梅贊》原唱。也曾主演過黃梅戲《天仙配》和《女駙馬》，錫劇《白蛇傳》，歌劇《三月三》、《紅霞》、《紅珊瑚》、《江姐》等。

## 早年生活
1941年7月1日，萬馥香出生於中國江蘇省的一個鄉下山鎮，萬馥香從小她的父親就去世了，母親就改嫁了一個男人便相依為命。之後，在繼父的培養下，萬馥香從小對表演藝術趣，也迷上了配唱演戲，為了能接触到配唱演戲的對曲知識，想要進入蘇州專區戲曲學校學習配唱工作，即使母親反對，不要讓她花太多心思在表演上，但在繼父的商量下，母親只好答應了，讓萬馥香進入了蘇州專區戲曲學校，並於1960年畢業，1962年，他進入了中國人民解放軍空政歌劇團工作，1978年調職到文化部紅旗越劇團。1981年，她進入了中國音樂學院實驗樂團。

## 逝世
1994年11月8日，萬馥香因癌症醫治無效在北京病逝，享年53歲。

## 作品

### 電視劇
- 《西遊記》，1982年，飾王母娘娘。
- 《紅樓夢》，1987年，飾王熙鳳。
- 《昭君公主》，1987年，飾王昭君。
- 《唐宮怨魂》，1987年，飾馮香羅。
- 《東海傳奇》，1987年，飾蔡女。
- 《齊天樂》，1987年，飾王母娘娘。

### 黃梅戲
- 《天仙配》，1955年，主演一個角色。
- 《女駙馬》，1959年，主演一個角色。

### 錫劇
- 《白蛇傳》，主演一個角色。

### 歌劇
- 《三月三》，1955年，主演一個角色。
- 《紅霞》，主演一個角色。
- 《紅珊瑚（歌劇）》，主演一個角色。
- 《江姐》，1964年，主演一個角色。

### 電影配唱
- 《紅梅贊》，1964年，歌劇《江姐》主題曲。
- 《月光下的小溪》，1987年。
- 《洛陽賦》，1987年。
- 《大漠男人》，1987年。
- 《都市姑娘嫁農村》，1991年。
- 《東山風情》，1991年。
- 《東山碧螺春》，1991年。
- 《姑蘇東山美》，1991年。

## 外部連結
- 萬馥香在互联网电影资料库（IMDb）上的資料（英文）
- 萬馥香在豆瓣上的资料（简体中文）